# Bembidion effetum
Bembidion effetum är en skalbaggsart som beskrevs av Thomas Casey. Bembidion effetum ingår i släktet Bembidion och familjen jordlöpare. Inga underarter finns listade i Catalogue of Life.